# Michael Simpson (pilote automobile)
Mike Simpson (né le 19 septembre 1983) à Beverley en Angleterre est un pilote de course automobile anglais qui participe, aux mains de Sport-prototype et des voitures de Grand tourisme, dans des championnats tels que le Championnat du monde d'endurance et l'Asian Le Mans Series.

## Palmarès

### Résultats aux24 Heures du Mans
| Année | Écurie           | Copilotes                     | Voiture                        | Classe | Tours | Pos. | Class Pos. |
| ----- | ---------------- | ----------------------------- | ------------------------------ | ------ | ----- | ---- | ---------- |
| 2018  | CEFC TRSM Racing | Charlie Robertson Léo Roussel | Ginetta G60-LT-P1 - Mecachrome | LMP1   | 283   | 41e  | 5e         |

### Résultats enChampionnat du monde d'endurance
| Année     | Écurie           | Châssis           | Moteur                           | Classe | 1     | 2      | 3     | 4        | 5   | 6   | 7   | 8   | Position | Points |
| --------- | ---------------- | ----------------- | -------------------------------- | ------ | ----- | ------ | ----- | -------- | --- | --- | --- | --- | -------- | ------ |
| 2018-2019 | CEFC TRSM Racing | Ginetta G60-LT-P1 | Mecachrome V634P1 3,4 L V6 Turbo | LMP1   | SPA   | LMS 41 | SIL   | FUJ      | SHA | SEB | SPA | LMS | 38e      | 1      |
| 2019-2020 | Team LNT         | Ginetta G60-LT-P1 | AER P60 2,4 L V6 Bi-Turbo        | LMP1   | SIL 3 | FUJ 9  | SHA 8 | BHR Abd. | CAM | SPA | LMS | BHR | 16e      | 27     |

### Résultats enEuropean Le Mans Series
| Année | Écurie   | Châssis            | Moteur                    | Classe | 1     | 2        | 3   | 4        | 5     | Position | Points |
| ----- | -------- | ------------------ | ------------------------- | ------ | ----- | -------- | --- | -------- | ----- | -------- | ------ |
| 2015  | Team LNT | Ginetta-Juno P3-15 | Nissan VK50 5,0 L V8 Atmo | LMP3   | SIL 2 | IMO Abd. | RBR | LEC Abd. | EST 1 | 4e       | 43     |

### Résultats enAsian Le Mans Series
| Année     | Écurie         | Châssis            | Moteur                    | Classe | 1     | 2     | 3     | 4     | Position | Points |
| --------- | -------------- | ------------------ | ------------------------- | ------ | ----- | ----- | ----- | ----- | -------- | ------ |
| 2016-2017 | PRT Racing     | Ginetta-Juno P3-15 | Nissan VK50 5,0 L V8 Atmo | LMP3   | ZHU 4 | FUJ 2 | BUR 1 | SEP 7 | 3e       | 61     |
| 2018-2019 | ARC Bratislava | Ginetta-Juno P3-15 | Nissan VK50 5,0 L V8 Atmo | LMP3   | ZHU 9 | FUJ 9 | BUR 9 | SEP 9 | 14e      | 2      |